# سیارک ۲۵۰۳۹
سیارک ۲۵۰۳۹ (به انگلیسی: 25039 Chensun، نامگذاری:1998QF38) بیست و پنج هزار و سی و نهمین سیارک کشف شده‌است که در ۱۷ اوت ۱۹۹۸ کشف شد.
قدر مطلق سیارک برابر ۸.۱ است.